# Freiwilligenagentur
Als Freiwilligenagenturen werden Einrichtungen bezeichnet, die auf verschiedene Weise bürgerschaftliches, freiwilliges  Engagement unterstützen. Ihre bekannteste Aufgabe ist es, Menschen zu beraten, die sich engagieren möchten, und diese an passende Vereine bzw. Einrichtungen zu vermitteln. Je nach Träger, Herkunft und Arbeitsweise nennen sie sich auch Freiwilligenzentrum (insbesondere im Bereich des Wohlfahrtsverbandes Deutscher Caritasverband), Freiwilligenbörse oder Freiwilligenzentrale.

## Ziele und Aufgaben
Mehr als jeder und jede dritte Deutsche ab 14 Jahren engagiert sich freiwillig, ehrenamtlich für andere Menschen in Deutschland. Viele davon finden ihr Tätigkeitsfeld durch ihre Bindung an eine bestimmte Organisation, Verein, Verband oder Kirche, in der sie teilweise bedingt durch die Bindung der Eltern oder anderer Bezugspersonen groß geworden sind. Durch die Aufhebung dieser Bindungen und von bestimmten Milieus sind mehr  Menschen ohne eine solche Bindung auf der Suche nach einem freiwilligen, ehrenamtlichen Engagement. Freiwilligenagenturen wollen zur Förderung des Ehrenamtes beziehungsweise des bürgerschaftlichen Engagements beitragen.  
Sie ist das Bindeglied zwischen Organisationen wie Wohlfahrtsverbänden, Vereinen und Initiativen, die einen Teil ihrer Projekte nur durch die Unterstützung freiwilliger Mitarbeiter realisieren können, und den Freiwilligen, die ehrenamtlich arbeiten wollen. Träger dieser Organisationen sind Kirchen, Wohlfahrtsverbände, freie Initiativen sowie Städte und Landkreise. Freiwilligenagenturen gibt es inzwischen in fast allen Städten. Obwohl die Arbeit der Freiwilligenzentren in aller Regel vor Ort sehr anerkannt und erwünscht ist, mangelt es selbst bei langjährigem Bestehen an einer langfristigen Finanzierung der Arbeit. Die jeweiligen Träger müssen einen erheblichen Betrag an Eigenmitteln einbringen, damit die Freiwilligenzentren bestehen bleiben können. Es fehlt an einer Finanzierung durch Städte, Landkreise, Landesregierung und die Bundesebene. 
Die Freiwilligenagenturen übernimmt als Vermittlungsagentur bestimmte Aufgaben des Freiwilligenmanagements, insbesondere die Suche nach ehrenamtlichen Helfern bzw. nach geeigneten Projekten, die andernfalls für den Einzelnen sehr zeitaufwendig sein kann. Sie sammeln die Angebote und überprüfen sie auf bestimmte Themen wie Art des Projektes, Zeitaufwand, benötigte Vorkenntnisse, unter Umständen Aufwandsentschädigungen, Interessen, Wohnortnähe usw. Persönliche Gespräche mit den Freiwilligen und Besuche bei den Wohlfahrtsverbänden ermöglichen eine schnelle und gezielte Vermittlung. Außerdem stellen die Freiwilligenagenturen ein Forum für den Austausch von Freiwilligen und Vereinen und Wohlfahrtsverbänden dar. Auf gesellschaftliche Veränderungen wird durch die gezielte Ansprache von Organisationen und die Entwicklung eigener Beratungsprojekte eingegangen.
Eine Freiwilligenagentur nimmt in der Regel folgende Aufgaben wahr:
- Information, Beratung, Orientierung und Vermittlung von Freiwilligen
- Einführung und Begleitung von Freiwilligen
- Information und Beratung von Organisationen
- Unterstützung bei der Initiierung ehrenamtlicher Projekte
- Weiterbildungsangebote für Haupt- und Ehrenamtliche
- Organisation des Erfahrungsaustausches für Ehrenamtliche
- Plattform für Bürgerbeteiligung und Freiwilligenkultur
- Initiierung neuer und innovativer Freiwilligenprojekte
- Öffentlichkeitsarbeit

Die Tätigkeit der Freiwilligen reicht von der Unterstützung Kranker bis zu größeren Projekten wie zum Beispiel dem Bau eines Kinder- oder Sportplatzes.
Freiwilligenagenturen sind oft auf Landesebene in Landesarbeitsgemeinschaften der Freiwilligenagenturen (Lagfa) organisiert. Der Verband auf Bundesebene ist die Bundesarbeitsgemeinschaft der Freiwilligenagenturen e. V. (bagfa).

## Träger und Organisationsform
Träger waren im Jahr 2014 für 28 % ein Verein, für 26 % der Freiwilligenagenturen in Deutschland ein Wohlfahrtsverband, für 21 % die Stadt oder Gemeinde, für 16 % ein Trägerverbund und etwa 9 % hatten andere Trägerschaft.
Freiwilligenagenturen werden von Finanzämtern regelmäßig als steuerbegünstigt anerkannt. Die Förderung bürgerschaftlichen Engagements allein gilt nicht als steuerbegünstigter Zweck, wenn nicht zugleich weiterer unmittelbar verfolgter Zweck wie die Förderung der Aus- und Weiterbildung der Freiwilligen hinzukommt. Zur Regelung der gemeinnützigkeitsrechtliche Behandlung von Freiwilligenagenturen erließ das Bundesfinanzministeriums 2003 einen klarstellenden Erlass.